# Смерть в чёрной дыре и другие мелкие космические неприятности
Смерть в чёрной дыре и другие мелкие космические неприятности (англ. Death by Black Hole) — научно-популярная книга американского астрофизика Нила Деграсс Тайсона. Это антология нескольких самых популярных статей Тайсона, опубликованных в журнале «Natural History» с 1995 по 2005 год.

## Содержание
«Смерть в чёрной дыре» разделена на семь разделов: «Природа знания», «Познание природы», «Способы и средства природы», «Смысл жизни», «Когда Вселенная становится плохой», «Наука и культура», «Наука и Бог».

### Раздел 1 состоит из пяти глав
В главе 1 под названием «Обретение чувств» автор рассуждает, насколько важно усиление наших пяти основных органов чувств (зрения, слуха, вкуса, обоняния, осязания) для расширения научных знаний. Инструменты, которые преобразуют (кажущиеся) скрытые аспекты нашей окружающей среды в воспринимаемые нами величины, значительно облегчают научные открытия. Например, приборы ночного видения преобразуют ближний инфракрасный спектр в видимый, что упрощает биологам наблюдение за ночным поведением животных.
Глава 2 «На Земле как на Небесах» посвящена истории физики и тому, как стало известно, что физические законы, наблюдаемые на Земле, также наблюдаются на Солнце и других планетах. Короче говоря, как физика стала изучать универсальные законы Вселенной, а не только земные.
Глава 3 «Видеть не значит верить» намекает на ловушки обобщения на основе слишком малого количества доказательств. Например, хотя мы знаем, что Земля круглая, она кажется плоской, если наблюдать только небольшую, локальную её часть.
В главе 4 «Информационная ловушка» отмечается, что мы можем рассматривать наше окружение во многих различных масштабах и можем обнаруживать различные явления в разных масштабах. Например, в макроскопическом масштабе классическая механика описывает наблюдаемое нами физическое поведение, в то время как в меньшем масштабе играет роль квантовая механика.
Глава 5 «Наука о палке в грязи», знакомит читателя с серией экспериментов, основанных, главным образом, на наблюдении за тем, как тень от палки, застрявшей в земле, изменяется с течением времени. Например, можно заметить, что в северном полушарии в течение дня тень от палки будет образовывать полукруг при движении по часовой стрелке.

## Издание в России
Книга была переведена на русский язык и вышла в свет в издательстве «АСТ» в 2017 году. ISBN 978-5-17-105786-2